# Hajdúböszörmény
Hajdúböszörmény (prononcé [ˈhɒjduːbøsørmeːɲ]) est une ville et une commune du comitat de Hajdú-Bihar en Hongrie. Elle est considérée comme la capitale du Hajdúság.

## Géographie
Hajdúböszörmény est à 186 kilomètres de Budapest, à 17 kilomètres au nord-ouest de Debrecen et à 35 kilomètres au sud-ouest de la ville de Nyíregyháza.
La ville est située dans une plaine à l'est du parc national de Hortobágy.
Hajdúböszörmény borde Hajdúnánás et Hajdúdorog au nord, Téglás au nord-est, Hajdúhadház à l'est, Józsa (hu) au sud, Balmazújváros à l'ouest et Görbeháza au nord-ouest.
Sa superficie est de 311 kilomètres carrés.

## Population
| 1980   | 1990   | 2001   | 2011   |
| ------ | ------ | ------ | ------ |
| 32 177 | 30 823 | 31 993 | 31 725 |

| 2019   | 2020   | 2021   | 2022   |
| ------ | ------ | ------ | ------ |
| 30 267 | 30 117 | 29 962 | 29 374 |

| 2023   | 2024   | - | - |
| ------ | ------ | - | - |
| 29 574 | 29 310 | - | - |

## Histoire
La ville a été mentionnée pour la première fois dans des documents de 1248 sous le nom de Nagyböszörmény.

## Transports

### Transport routier
La ville de Hajdúböszörmény est située sur la route principale 35 et sur l'autoroute M35. 

### Transport ferroviaire
À l'est du centre-ville, du côté sud du passage à niveau de la route principale 3507, la gare de Hajdúböszörmény est sur la ligne de Debrecen à Tiszalök.
L'arrêt de Hajdúvid, située au nord de la ville, se trouve dans la municipalité de Hajdúböszörmény.

## Jumelages
La ville de Hajdúböszörmény est jumelée avec :
| Ville | Ville        | Pays | Pays     |
| ----- | ------------ | ---- | -------- |
|       | Berehove     |      | Ukraine  |
|       | Harkány      |      | Hongrie  |
|       | Joseni       |      | Roumanie |
|       | Kraśnik      |      | Pologne  |
|       | Montesilvano |      | Italie   |
|       | Salonta      |      | Roumanie |
|       | Siilinjärvi  |      | Finlande |
|       | Tarbes       |      | France   |
|       | Trogir       |      | Croatie  |
|       | Valdaï       |      | Russie   |
|       | Újrónafő     |      | Hongrie  |